# Maurice Binder
Maurice Binder (ur. 25 sierpnia 1925, zm. 4 kwietnia 1991) – amerykański projektant napisów początkowych, znany głównie z pracy nad 14 filmami o Jamesie Bondzie, począwszy od pierwszego z nich, Doktora No (1962), a skończywszy na szesnastym – Licencji na zabijanie (1989).
Urodził się w Nowym Jorku, jednak od lat 50. pracował głównie w Wielkiej Brytanii. Producenci bondowskiego cyklu, Albert R. Broccoli i Harry Saltzman, po raz pierwszy zwrócili się do niego po tym, jak wielkie wrażenie wywarły na nich napisy zaprojektowane przez Bindera do komedii The Grass Is Greener Stanleya Donena (1960).